# Brian Christopher
Brian Christopher Lawler, noto semplicemente come Brian Cristopher (Memphis, 10 gennaio 1972 – Memphis, 29 luglio 2018), è stato un wrestler statunitense, noto per i suoi trascorsi nella World Wrestling Federation tra il 1997 e il 2001.
Figlio di Jerry "The King" Lawler e cugino di The Honky Tonk Man, in WWF ha detenuto una volta il Tag Team Championship (con Scotty 2 Hotty).

## Carriera

### United States Wrestling Association (1988–1997)
Lawler iniziò la sua carriera nel wrestling come Nebula, uno dei due membri del tag team mascherato "The Twilight Zone" insieme a Tony Williams (Quasar). Quando furono smascherati, Brian continuò a lottare nella United States Wrestling Association con il nome "Too Sexy" Brian Christopher. Ebbe delle rivalità con Jeff Jarrett, Bill Dundee, Tom Prichard, The Moondogs e con suo padre Jerry Lawler. Tra i suoi partner di tag team ci furono The Rock (all'epoca conosciuto come "Flex Kavana"), Tony Williams (nei New Kids), Doug Gilbert, Scotty Flamingo e "Hot Stuff" Eddie Gilbert.

### World Wrestling Federation (1997–2001)
Brian Cristopher entrò a far parte della World Wrestling Federation (WWF) nel 1997; iniziò a competere nella divisione dei pesi medio-massimi, prendendo parte ad un torneo per incoronare il primo Light Heavyweight Champion della storia, dove venne sconfitto in finale da Taka Michinoku. Successivamente formò un'alleanza con Scotty 2 Hotty, con cui vinse il Tag Team Championship nel 2000.

### World Wrestling All-Stars (2001–2002)
Nel novembre e dicembre 2001, Lawler (come Brian Christopher) lottò in Gran Bretagna ed Irlanda nella World Wrestling All-Stars. Il 24 febbraio 2002 al pay per view The Revolution della WWA negli Stati Uniti, affrontò il campione WWA Heavyweight Jeff Jarrett per il titolo, ma fu sconfitto. Nell'aprile 2002 al pay-per-view The Eruption svoltosi in Australia, in coppia con Ernest Miller sconfisse Buff Bagwell e Stevie Ray.

### Apparizioni sporadiche (2011–2017)
Nella puntata di Raw del 14 marzo 2011 Brian Cristopher ha fatto ritorno in WWE per una sola notte, alleandosi con Michael Cole contro suo padre Jerry Lawler.
Nella puntata di Raw del 5 gennaio 2014 Brian Cristopher ha fatto squadra con Rikishi e Scotty 2 Hotty, sconfiggendo i 3MB (Drew McIntyre, Heath Slater e Jinder Mahal). Il 27 febbraio, a NXT Arrival, Cristopher e Hotty hanno affrontato gli Ascension (Konnor e Viktor) per gli NXT Tag Team Championship, ma sono stati battuti.
Il 22 settembre 2017, nella federazione Big Time Wrestling, Brian lotta insieme al padre Jerry Lawler e a Doug Gilbert contro Terry Funk e The Rock 'n' Roll Express in un six-man tag team match, perdendo per squalifica.

## Morte
È morto in ospedale il 29 luglio 2018, all'età di 46 anni, per le conseguenze di un tentativo di suicidio per impiccagione nella sua cella, avvenuto pochi giorni dopo un arresto per guida in stato di ebbrezza. Il suo corpo è stato inumato presso il Funeral Home and Memorial Garden di Memphis, Tennessee.

## Personaggio

### Mosse finali
- Full nelson facebuster
- Hip-Hop Drop (Diving leg drop)

### Manager
- Nanny Simpson

### Musiche d'ingresso
- U Look Fly 2 Day di O.D. Hunte
- Bangin' It di Jim Johnston[3]
- Goin' Down di Keith Sasser[4]

## Titoli e riconoscimenti
- Hoosier Pro Wrestling
  - HPW Tag Team Championship (1) – con Doug Gilbert
- Lethal Attitude Wrestling
  - LAW Heavyweight Championship (1)
- Memphis Superstars of Wrestling
  - MSW Junior Heavyweight Championship (1)
- Memphis Wrestling
  - Memphis Wrestling Southern Heavyweight Championship (1)[5]
  - Memphis Wrestling Television Championship (1)
- National Wrestling Alliance (NWA)
  - NWA North American Tag Team Championship (1)[6] – con Spellbinder
- NWA New South
  - New South Heavyweight Championship (1)
- Powerhouse Championship Wrestling
  - PCW Light Heavyweight Championship (1)
- Power Pro Wrestling
  - PPW Television Championship (1)
- Pro Wrestling Illustrated
  - 367º tra i 500 migliori wrestler singoli nella PWI 500 (2003)
- Ultimate Christian Wrestling
  - UCW Tag Team Championship (1)[7] – con Billy Jack
- United States Wrestling Association
  - USWA Heavyweight Championship (26)
  - USWA Junior Heavyweight Championship (1)
  - USWA Southern Heavyweight Championship (8)
  - USWA Texas Heavyweight Championship (1)
  - USWA World Tag Team Championship (6) – con Jeff Jarrett (2), Big Black Dog (1), Eddie Gilbert (1), Scotty Anthony (1) e Wolfie D (1)
  - GWF Light Heavyweight Championship (2)
- World Wrestling Federation
  - WWF Tag Team Championship (1) – con Scotty 2 Hotty